# Valdelacasa de Tajo (kommunhuvudort)
Valdelacasa de Tajo är en kommunhuvudort i Spanien.   Den ligger i provinsen Provincia de Cáceres och regionen Extremadura, i den centrala delen av landet, 160 km sydväst om huvudstaden Madrid. Valdelacasa de Tajo ligger 459 meter över havet och antalet invånare är 500.
Terrängen runt Valdelacasa de Tajo är platt åt nordost, men åt sydväst är den kuperad. Runt Valdelacasa de Tajo är det mycket glesbefolkat, med 7 invånare per kvadratkilometer. Närmaste större samhälle är El Puente del Arzobispo, 12,7 km nordost om Valdelacasa de Tajo. Omgivningarna runt Valdelacasa de Tajo är huvudsakligen savann.